# 鮫島秀樹
鮫島 秀樹（さめじま ひでき、1955年4月19日 - ）は、日本のミュージシャン。元ツイストおよびHOUND DOGのベーシスト。ミュージシャン鮫島巧とアイドル岡田れえなの父。　

## 概要
大阪府生まれ、小学校4年から高校1年まで鹿児島県育ち。大阪市立工芸高等学校を経て大阪芸術大学芸術学部芸術計画学科卒。
1977年、世良公則&ツイストのベーシストとしてプロデビュー。1981年のツイスト解散後、1984年にベーシストが脱退したHOUND DOGのサポートメンバーを務め、その後正式加入した。
1994年、ichiro、松浦善博、ジョニー吉長とSONS OF BLUES（その後THE SONSと改名）を結成。HOUND DOGと並行して活動した。また、ツイストの単発的再結成にも参加。
2005年夏、大友康平の個人事務所（イエホック）設立に伴いHOUND DOG解散説がささやかれるなか、鮫島が脱退するという噂がインターネット上で流れた。鮫島はTHE SONS公式サイトのBBSでこれを否定したが、その後、イエホックは鮫島と蓑輪単志の脱退を発表。両者がイエホック移籍に難色を示していたのが理由といわれている。鮫島は「脱退はしていない」「HOUND DOGの鮫島です」などの発言を繰り返してバンド離脱は自らの意志ではないことを示唆した。そして蓑輪とともに、大友らに対して自分たちのバンド復帰を要求する民事訴訟を起こした。詳しくはHOUND DOGの項を参照。
現在はプロデュースやThe Sons、その他多数のセッションで精力的に活動している。

## 使用機器
フェンダー社のジャズベース、またはそれを模して製作されたベースを使用している。理由は若い頃、ジェームズ・ブラウンと対談した際に、「ジャズベースはウッドベースの音がするから、ジャズベースを使いなさい」と助言されたからである。

## 脚註
1. ↑  越谷政義『ジャパニーズ・ロック・インタビュー集』2010年、TOブックス、p.254